# Засыпкин (хутор)
Засыпкин — упразднённый хутор в Ахтубинском районе Астраханской области России. Входил в состав Пологозаймищенского сельсовета. Исключён из учётных данных в 1998 году.

## География
Располагался на левом берегу реки Волга, ниже места отшнуровки протоки Роговая, в 15 километров (по прямой) к юго-западу от села Пологое Займище, центра сельского поселения. На некоторых топографических картах обозначался как ур. Засыпкино.

## История
В 1939 году значится в составе Капустиноярского сельсовета Владимировского района; с 1944 по 1956 годы в составе Капустиноярского района; с 1960 года передан в состав Пологозаймищенского сельсовета.
Исключён из учётных данных законом Астраханского облсобрания от 18 мая 1998 года № 23.